# Mădălina Drăghici
Mădălina Drăghici, née le 14 juillet 1988 à Ploiești, est un mannequin et une actrice roumaine.

## Filmographie

### Télévision
- 2010 - 2011 : Iubire si Onoare (Acasa TV) : Ilinca
- 2011 - 2012 : Pariu cu viața (Pro TV) : Alexandra